# Moose River (Maine)
Moose River es un pueblo ubicado en el condado de Somerset en el estado estadounidense de Maine. En el Censo de 2010 tenía una población de 218 habitantes y una densidad poblacional de 2,08 personas por km².

## Geografía
Moose River se encuentra ubicado en las coordenadas 45°42′13″N 70°13′14″O / 45.70361, -70.22056. Según la Oficina del Censo de los Estados Unidos, Moose River tiene una superficie total de 105.03 km², de la cual 103.78 km² corresponden a tierra firme y (1.18%) 1.24 km² es agua.

## Demografía
Según el censo de 2010, había 218 personas residiendo en Moose River. La densidad de población era de 2,08 hab./km². De los 218 habitantes, Moose River estaba compuesto por el 96.79% blancos, el 0% eran afroamericanos, el 1.38% eran amerindios, el 0.46% eran asiáticos, el 0% eran isleños del Pacífico, el 0% eran de otras razas y el 1.38% pertenecían a dos o más razas. Del total de la población el 3.67% eran hispanos o latinos de cualquier raza.